# League of Legends Garena Premier League

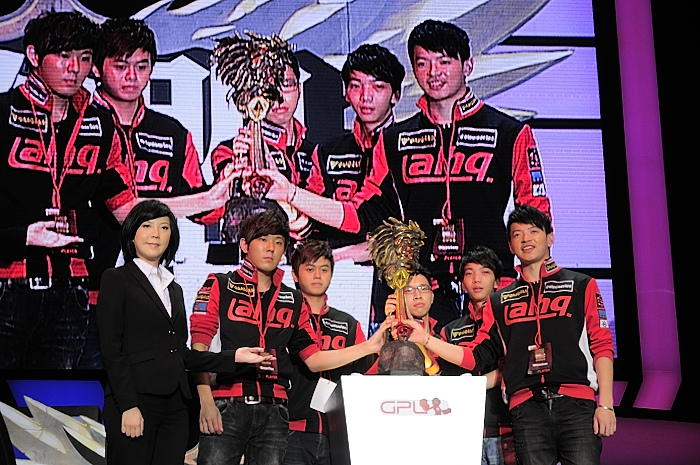
С 2012 по 2014 годы команды из региона Тайвань-Гонконг-Макао выигрывали каждый сезон GPL

Garena Premier League (GPL) — профессиональный турнир по компьютерной игре League of Legends среди чемпионов локальных лиг Юго-восточной Азии, проводимый компанией Garena.
Первый розыгрыш GPL состоялся в сезоне 2012 как лига с участием 12-ти команд. В сезонах 2012 и 2013 команды не выходили на World Championship напрямую — в регионе действовал формат двух региональных квалификаций. В сезоне 2014 команды стали квалифицироваться в GPL через локальные лиги в Таиланде, Вьетнаме, Сингапуре и Малайзии, Филиппинах, а также в регионе Тайвань-Гонконг-Макао. В сезоне 2015 квоты GPL в групповую стадию турниров World Championship и Mid-Season Invitational были переданы локальной лиге региона Тайвань-Гонконг-Макао Nova League (LNL), которая в результате данного преобразования перестала являться частью юго-восточноазиатской премьер-лиги и получила название Master Series (LMS), а GPL была понижена в статусе до неосновного регионального чемпионата. Место LNL в GPL заняла лига Индонезии — Garuda Series (IGS).
В сезоне 2017 GPL начала проходить в формате небольшого турнира, так как руководство лиги решило сосредоточиться на локальных лигах. Тогда же с GPL был снят статус неосновного чемпионата в связи с изменениями в формате Чемпионата мира по League of Legends и турнира Mid-Season Invitational, повлёкших за собой отмену International Wildcard Qualifier и International Wildcard Invitational соответственно.
В сезоне 2018 Вьетнам стал независимым соревновательным регионом — также как Nova League в 2015-м, Vietnam Championship Series (VCS) получила собственные квоты на международные турниры.

## Формат
В настоящее время GPL разыгрывается два раза в год по стандартным для профессиональных соревнований по League of Legends правилам в формате небольшого турнира (например, все матчи GPL Spring 2017 были сыграны с 12 по 16 апреля). В GPL принимают участие команды, ставшие чемпионами локальных лиг Юго-Восточной Азии — TPL (Таиланд), LGS (Индонезия), PGS (Филиппины), SLS (Сингапур) и LCM (Малайзия). Групповая стадия состоит из двух кругов матчей до одной победы, плей-офф (финал и полуфинал) — из серий до трёх побед.
Премьер-лига имеет по одной гарантированной квоте в предварительной стадии турниров Mid-Season Invitational и World Championship, а по результатам предварительной стадии MSI сезона 2017 команда «GIGABYTE Marines» обеспечила для Garena Premier League дополнительную квоту на Чемпионат мира по League of Legends 2017.

## Список чемпионов
| Сезон                                                                    | Чемпион                                                                  | Вице-чемпион                                                             |
| 2012—2014 (с участием команд из региона Тайвань-Гонконг-Макао и Вьетнам) | 2012—2014 (с участием команд из региона Тайвань-Гонконг-Макао и Вьетнам) | 2012—2014 (с участием команд из региона Тайвань-Гонконг-Макао и Вьетнам) |
| ------------------------------------------------------------------------ | ------------------------------------------------------------------------ | ------------------------------------------------------------------------ |
| 1-й сезон (2012)                                                         | Taipei Assassins                                                         | Singapore Sentinels                                                      |
| Рег. квал 2012 (TW/HK/MO)                                                | Taipei Assassins                                                         | Corsair                                                                  |
| Рег. квал 2012 (Юго-восточная Азия)                                      | Saigon Jokers                                                            | Singapore Sentinels                                                      |
| Весна 2013                                                               | Taipei Assassins                                                         | Singapore Sentinels                                                      |
| Лето 2013                                                                | ahq e-Sports Club                                                        | Singapore Sentinels                                                      |
| Чемпионат 2013                                                           | ahq e-Sports Club                                                        | Taipei Assassins                                                         |
| Рег. квал 2013 (TW/HK/MO)                                                | Gamania Bears                                                            | Taipei Snipers                                                           |
| Рег. квал 2013 (Юго-восточная Азия)                                      | Mineski                                                                  | Singapore Sentinels                                                      |
| Зима 2014                                                                | Taipei Assassins                                                         | Taipei Snipers                                                           |
| Весна 2014                                                               | Taipei Assassins                                                         | ahq e-Sports Club                                                        |
| Лето 2014                                                                | Taipei Assassins                                                         | ahq e-Sports Club                                                        |
| 2015—2017 (без участия команд из региона Тайвань-Гонконг-Макао)          |                                                                          |                                                                          |
| Весна 2015                                                               | Saigon Fantastic Five                                                    | Bangkok Titans                                                           |
| Лето 2015                                                                | Bangkok Titans                                                           | Saigon Jokers                                                            |
| Весна 2016                                                               | Saigon Jokers                                                            | Bangkok Titans                                                           |
| Лето 2016                                                                | Saigon Jokers                                                            | Bangkok Titans                                                           |
| Весна 2017                                                               | GIGABYTE Marines                                                         | Ascension Gaming                                                         |
| Лето 2017                                                                | GIGABYTE Marines                                                         | Young Generation                                                         |
| 2018—н. в. (без участия команд из региона Вьетнам)                       |                                                                          |                                                                          |
| Весна 2018                                                               | Ascension Gaming                                                         | Kuala Lumpur Hunters                                                     |